# Criteri di sicurezza di Lamm
I criteri si sicurezza di Lamm sono una procedura non codificata dalla norma italiana per verificare le prestazioni in termini di sicurezza di un tracciato stradale in fase di progettazione o di adeguamento. Tali criteri, proposti dal ricercatore tedesco Ruediger Lamm, si basano essenzialmente sulla mutua interazione fra la velocità operativa e la velocità di progetto prevista in fase di progettazione.
Lamm ha proposto tre criteri di sicurezza di seguito discussi.

## Primo criterio
Il primo criterio di Lamm è basato sullo studio del comportamento di guida dell'utente  e  sull'analisi d'incidentalità; lo scopo è garantire una corrispondenza tra quelle che sono le attese del guidatore (rappresentate dalla velocità operativa) e le condizioni che sono state previste in  fase di progetto (rappresentate dalla velocità di progetto). Vengono fissati tre livelli di qualità del progetto, definiti quantitativamente dalla differenza in valore assoluto tra la velocità operativa e quella assunta in progetto per l'elemento geometrico in esame, come mostrato nella tabella seguente:
| Valutazione            | Differenza di velocità [km/h]                       |
| ---------------------- | --------------------------------------------------- |
| Buono (Good)           | {\displaystyle \|V_{85i}-V_{p}\|\leq \;10}          |
| Accettabile (Fair)     | {\displaystyle 10\leq \;\|V_{85i}-V_{p}\|\leq \;20} |
| Non accettabile (Poor) | {\displaystyle \|V_{85i}-V_{p}\|>20\;}              |

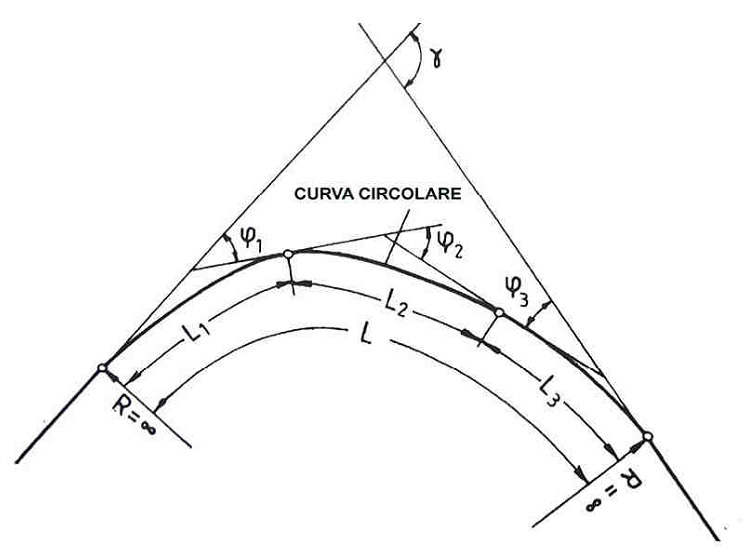
Curvature Change Rate of the single curve

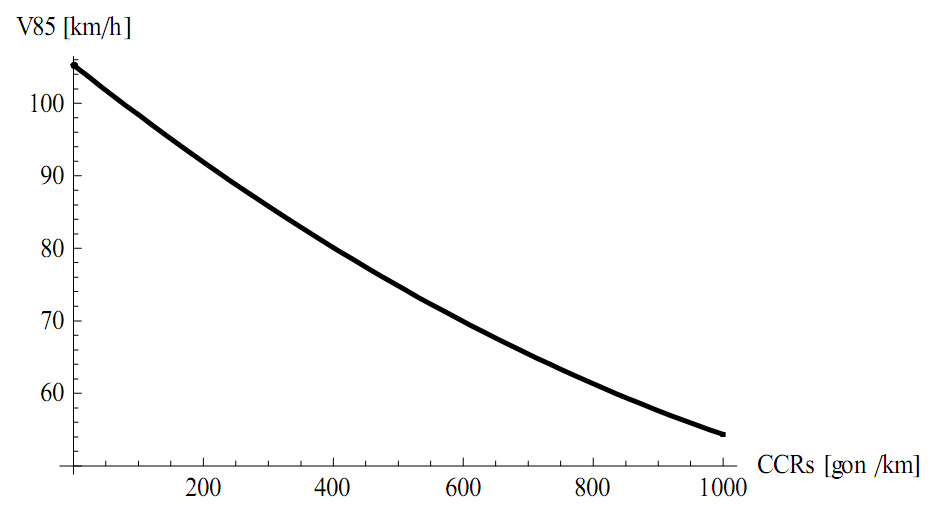
Andamento della velocità operativa in funzione del CCRs

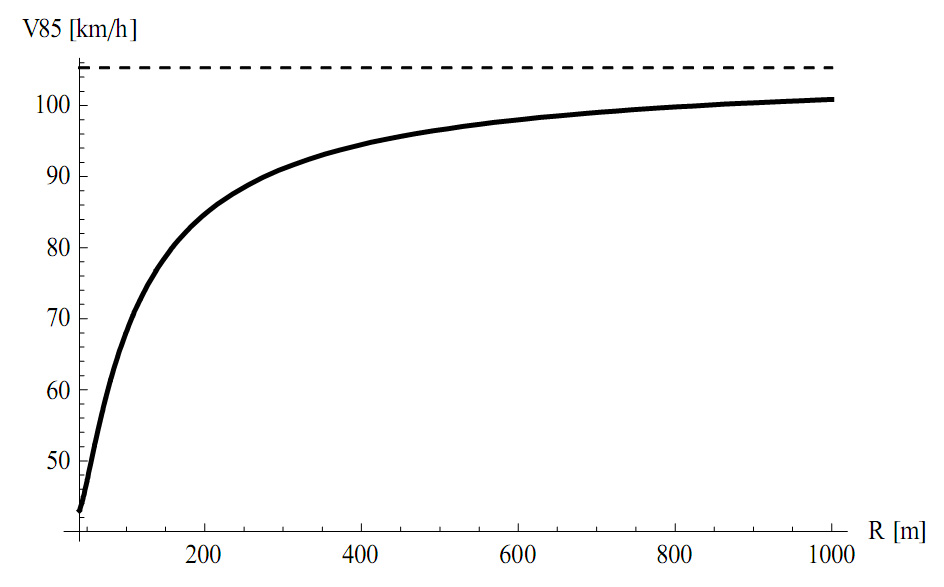
Andamento della velocità operativa in funzione di R

Il CCRs (Curvature Change Rate of the single curve) è definito anche come il tasso di variazione di curvatura della singola curva, il cui valore analitico è dato dal rapporto tra la deviazione angolare totale in gradi centesimali e la lunghezza complessiva del tratto curvilineo, secondo la seguente relazione:
{\displaystyle CCRs=63700{({L_{1} \over 2R}+{L_{2} \over R}+{L_{3} \over 2R}) \over L}}
in cui:
- R [m]:  raggio della curva circolare;
- L1 e L3 [m]: lunghezza delle clotoidi (precedente e successive rispetto alla curva circolare);
- L2 [m]: lunghezza della curva circolare;
- L [km]: lunghezza complessiva della sezione curva.

Se  CCRs ≠ 0  la V85 si valuta come:
{\displaystyle V_{85}=105.31+2\times 10^{-5}CCRs^{2}-0.071\times CCRs}
Se il valore del CCRs del singolo elemento è nullo vuol dire che si sta analizzando un  rettifilo, in tal caso si valuta la V85 seguendo il secondo criterio.

## Secondo criterio
Il secondo criterio di Lamm verifica che tra due elementi geometrici successivi non vi siano differenze eccessive tra i valori delle velocità operative, secondo quanto riportato nella seguente tabella:
| Valutazione            | Differenza di velocità [km/h]                              |
| ---------------------- | ---------------------------------------------------------- |
| Buono (Good)           | {\displaystyle \|V_{85i}-V_{85_{i+1}}\|\leq \;10}          |
| Accettabile (Fair)     | {\displaystyle 10\leq \;\|V_{85i}-V_{85_{i+1}}\|\leq \;20} |
| Non accettabile (Poor) | {\displaystyle \|V_{85i}-V_{85_{i+1}}\|>20\;}              |

A differenza della V85 in curva, valutabile col 1° metodo, la V85 in rettifilo si valuta con un approccio differente. I rettifili vengono distinti in:
- rettifilo indipendente: rettifilo sufficientemente esteso che è possibile considerare come  elemento di progetto indipendente nella valutazione della sicurezza nella transizione curva-rettifilo-curva;
- rettifilo non indipendente: rettifilo poco esteso che può essere trascurato nell'analisi  (ovvero  si  prende  in  considerazione  la  sequenza  curva-curva).

Si possono presentare 3 casi:
1. TL < TLmin :  rettifilo non indipendente, viene trascurato nel processo di valutazione della sicurezza, è rilevante la sequenza curva-curva;
2. TL ≥ TLmax:  rettifilo indipendente, viene considerato nel processo di valutazione della sicurezza, è rilevante la sequenza rettifilo-curva o viceversa;
3. TLmin < TL < TLmax : rettifilo indipendente, viene considerato nel processo di valutazione della sicurezza, è rilevante la sequenza rettifilo-curva o viceversa

Le grandezze in gioco assumono il seguente significato:
- TL: lunghezza del rettifilo esistente tra due curve successive;
- TLmin: lunghezza necessaria per l'accelerazione, o decelerazione, tra la curva 1 e la curva 2;
- TLmax: lunghezza  necessaria per l'accelerazione, o decelerazione, per raggiungere la velocità operativa V85Tmax tra la curva 1 e la curva 2;

Per la loro valutazione valgono le seguenti formule:
{\displaystyle TL_{min}={|(V_{85}^{1})^{2}-(V_{85}^{2})^{2}| \over {2\times 3.62^{2}\times a}}}
{\displaystyle TL_{max}={|V_{85,T_{max}}^{2}-(V_{85}^{1})^{2}| \over {2\times 3.62^{2}\times a}}}
in cui su base sperimentale si fissa  a=0.85 m/s2.
Appurato che CCRs=0, è necessario valutare in quale dei tre casi precedentemente esposti si  rientra, determinando le lunghezze dei rettifili TLmin e TLmax.
Se TL è minore di TLmin (rettifilo non indipendente) si valuta la V85 secondo la procedura del primo criterio, ricadendo nel caso della curva, avendo cioè trascurato il  rettifilo; se TL è maggiore di TLmax (rettifilo  indipendente) si pone {\displaystyle V_{85}=V_{85,T_{max}}} ; se TL è compreso tra TLmin e TLmax si valuta la V85 secondo la seguente espressione:
{\displaystyle V_{85}={\sqrt {11.016\times (TL-TL_{min})+(V_{85}^{1})^{2}}}}

## Terzo criterio
Il terzo criterio di Lamm valuta la sicurezza della guida dinamica in curva sulla base del  confronto tra il  coefficiente di attrito laterale assunto per la curva progettata (fRA) con il coefficiente di attrito richiesto (fRD) per il veicolo che sta percorrendo la curva alla velocità V85.
Basandosi sul database della resistenza di attrito laterale della Germania, della Grecia e  degli Stati Uniti e sui dati assunti per il fattore di attrito tangenziale nelle Linee Guida  di cinque nazioni, è stata sviluppata l'equazione di regressione fra il fattore di attrito tangenziale (ft) e la velocità di progetto (Vp):
{\displaystyle f_{t}=0.59-4.85\times 10^{-3}\times V_{p}+1.51\times 10^{-5}\times V_{p}^{2}}
Per determinare il coefficiente di attrito laterale assunto fRA viene fornita la
seguente equazione:
{\displaystyle f_{RA}=n\times 0.925\times f_{t}}
in cui il fattore 0.925 rappresenta l'influenza specifica delle gomme, mentre n tiene  conto  dei differenti tassi di utilizzo, distinti per topografia collinare, montuosa o pianeggiante per  le nuove progettazioni e tiene conto di considerazioni di sicurezza ed economiche per strade esistenti:
- n=0.4  →  topografia montuosa o pianeggiante
- n=0.45 →  topografia pianeggiante
- n=0.6  →  strade esistenti

Mentre fRA è funzione della velocità di progetto, il coefficiente  di  attrito laterale richiesto fRD è invece legato alla velocità operativa V85, al raggio della curva in esame R e alla sovrapendenza e:
{\displaystyle f_{RD}={V_{85}^{2} \over 127\times R}-e}
Al solito viene fornita una tabella per la verifica qualitativa, di seguito riportata:
| Valutazione            | Differenza dei coefficienti                        |
| ---------------------- | -------------------------------------------------- |
| Buono (Good)           | {\displaystyle \|f_{RA}-f_{RD}\|\geq \;0.01}       |
| Accettabile (Fair)     | {\displaystyle -0.04\leq \;\|f_{RA}-f_{RD}\|<0.01} |
| Non accettabile (Poor) | {\displaystyle \|f_{RA}-f_{RD}\|<-0.04\;}          |

Oltre la V85 e la Vp, il dato di partenza è sempre il CCRs del singolo elemento: se questo valore è nullo vuol dire che si sta analizzando un rettifilo e  in tal caso non si applica la procedura del terzo criterio essendo poco rilevante.
Se al contrario  il CCRs è diverso da zero si è nel caso di una curva, bisogna allora  calcolare  il  valore  del  coefficiente  di  attrito  laterale  richiesto  fRD,  il valore  del  coefficiente  di  attrito  tangenziale  ft  e  il  coefficiente  di  attrito laterale fRA. A questo punto se ne valutano le differenze e si riscontra in quale classe qualitativa ricade il progetto in esame.